# Quercus laeta
Quercus laeta är en bokväxtart som beskrevs av Frederik Michael Liebmann. Quercus laeta ingår i släktet ekar, och familjen bokväxter. Inga underarter finns listade.